# John Henry Gurney

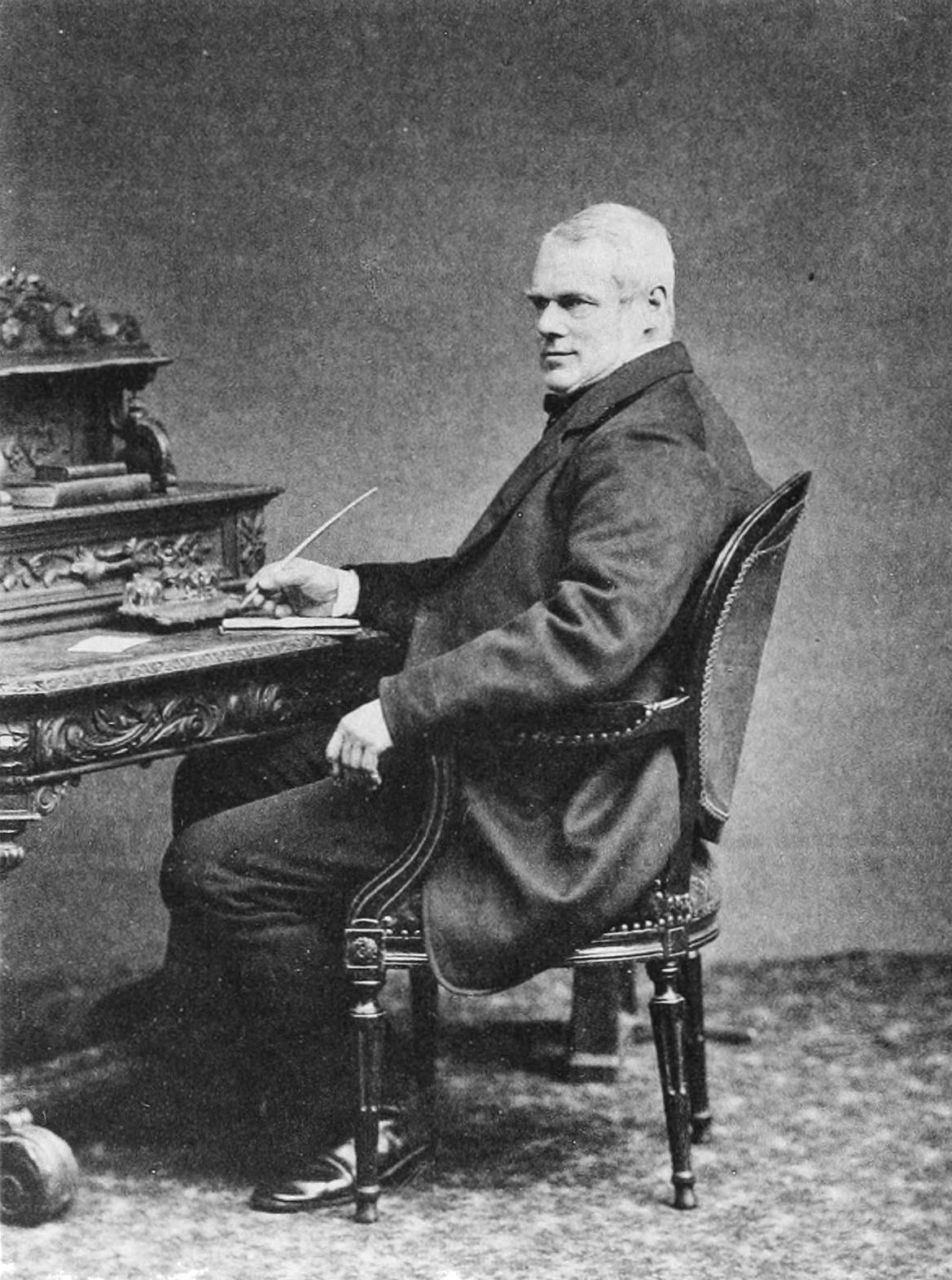
John Henry Gurney

John Henry Gurney (* 4. Juli 1819 in Earlham Hall, Norfolk, England; † 20. April 1890) war ein englischer Bankier und Amateur-Ornithologe.
Gurney war der einzige Sohn des Bankiers Joseph John Gurney aus Earlham Hall, Norfolk. Im Alter von zehn Jahren wurde er zu einem Privatlehrer nach Leytonstone in die Nähe des Epping Forest geschickt, wo er auf den Ornithologen Henry Doubleday traf und seine erste Sammlung von naturgeschichtlichen Präparaten startete. Von dort zog er in die Friends' School nach Tottenham, wo er die Bekanntschaft mit William Yarrell machte. Im Alter von 17 trat er in das Bankgeschäft seiner Familie in Norwich ein.
Gurney veröffentlichte eine Anzahl von Artikeln im Journal The Zoologist über die Vögel von Norfolk. Außerdem baute er eine Sammlung mit Greifvögelpräparaten auf. 1864 veröffentlichte er den ersten Teil des Descriptive Catalogue über seine Sammlung und 1872 schrieb er The Birds of Damara Land anhand der Aufzeichnungen seines Freundes Karl Johan Andersson.
Zwischen 1875 und 1882 produzierte er eine Reihe von Aufzeichnungen im Journal Ibis und den ersten Band des Werkes Catalogue of Birds in the British Museum. 1884 folgte das Werk List of Diurnal Birds of Prey, with References and Annotations.
Die letzten 20 Jahre seines Lebens verbrachte Gurney auf seinem Familiensitz in Northrepps, nahe Cromer.
Sein Sohn John Henry Gurney jr. (1848–1922) war ebenfalls Ornithologe und sein Ur-Ur-Enkel Henry Richard Gurney aus Heggatt Hall setzt die Familientradition fort.
Gurney beschrieb erstmals Vogeltaxa wie den Madagaskarfalken und den Anjouan-Sperber. Arten wie die Rotohreule (Mimizuku gurneyi), der Goldkehlpitta (Pitta gurneyi), die Gurney-Drossel (Zoothera gurneyi), der Molukkenadler (Aquila gurneyi) und der Natalhonigfresser (Promerops gurneyi) wurden nach ihm benannt.